# Рожериу Пипи
Рожериу Лантреш ди Карвалью (порт. Rogério Lantres de Carvalho; 7 декабря 1922, Лиссабон — 8 декабря 2019, Лиссабон), более известный как Рожериу Пипи (порт. Rogério Pipi) — португальский футболист, играл на позиции нападающего.

## Биография

### Клубная карьера
Рожериу Пипи большую часть своей карьеры играл в лиссабонской «Бенфике», в составе которой суммарно отыграл 9 сезонов, выиграв три чемпионских титула и шесть Кубков Португалии. Всего во всех турнирах сыграл за «Бенфику» 310 матчей и забил 210 голов, а также он является рекордсменом по количеству голов забитых в финалах Кубка Португалии (15 голов).
Помимо «Бенфики», Рожериу в 1947 году играл в Бразилии за «Ботафого», став первым португальцем, который играл в Бразилии.
Закончил карьеру в клубе «Ориентал».

### Карьера в сборной
За сборную Португалии сыграл 15 матчей и забил 2 гола.

### Смерть
Скончался 8 декабря 2019 года в Лиссабоне спустя день после своего 97-летия.

## Достижения
«Бенфика» Лиссабон
- Чемпион Португалии (3) : 1942/43, 1944/45, 1949/50
- Обладатель Кубка Португалии (6) : 1939/40, 1942/43, 1943/44, 1948/49, 1950/51, 1951/52